# 2505 Hebei
2505 Hebei este un asteroid din centura principală, descoperit pe 31 octombrie 1975 de Observatorul Zijinshan.